# Marty Nunataks
Marty Nunataks är nunataker i Antarktis. De ligger i Östantarktis. Australien gör anspråk på området.